# Второпесьяновское сельское поселение
Второпесьяновское се́льское поселе́ние — муниципальное образование в Ишимском районе Тюменской области Российской Федерации.
Административный центр — село Второпесьяново.

## История
Статус и границы сельского поселения установлены Законом Тюменской области от 5 ноября 2004 года № 263 «Об установлении границ муниципальных образований Тюменской области и наделении их статусом муниципального района, городского округа и сельского поселения»

## Население
| 2010 | 2011 | 2012 | 2013 | 2014 | 2015 | 2016 |
| ---- | ---- | ---- | ---- | ---- | ---- | ---- |
| 422  | ↘421 | ↘399 | ↘389 | ↘380 | ↘372 | ↗378 |
| 2017 | 2018 | 2019 | 2020 | 2021 |      |      |
| ↘368 | ↘362 | ↗379 | ↘369 | ↘331 |      |      |

## Состав сельского поселения
| № | Населённый пункт | Тип населённого пункта       | Население |
| - | ---------------- | ---------------------------- | --------- |
| 1 | Второпесьяново   | село, административный центр | ↘331      |